# Camponotus imitator

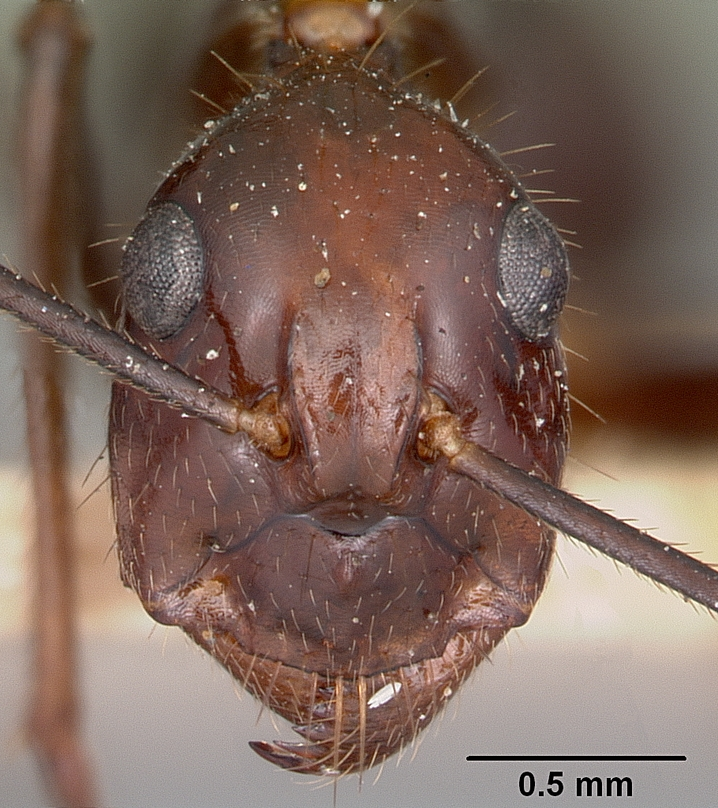
Муравей Camponotus imitator

Camponotus imitator (лат.) — вид муравьёв рода Camponotus из подсемейства формицины (Formicinae, Camponotini). Мадагаскар. Внешне своим стройным видом напоминают (имитируют) муравьёв Aphaenogaster swammerdami из другого подсемейства.

## Описание
Мелкие муравьи коричневого и буровато-чёрного цвета. Отличаются стройным телом; мезонотум и метанотум длинные и узкие. Голова мелких рабочих за глазами суживается, шеевидная. Переднемедиальный клипеальный край непрерывно образует широкую выпуклость; дорсальный контур мезосомы комплексный. Заднегрудка сверху холмовидная, сзади гладкая, без шипиков. Усики длинные, у самок и рабочих 12-члениковые. Жвалы рабочих с 6 зубцами. Нижнечелюстные щупики 6-члениковые, нижнегубные щупики состоят из 4 сегментов. Голени средних и задних ног с одной апикальной шпорой. Стебелёк между грудкой и брюшком состоит из одного сегмента (петиоль). Рабочие диморфные. Внешне своим стройным видом напоминают Aphaenogaster swammerdami.

## Систематика
Вид был впервые описан в 1891 году швейцарским мирмекологом Огюстом Форелем. Ранее включался в состав подрода Myrmopytia в качестве его типового и долгое время единственного вида. После ревизии 2022 года включён в состав подрода Myrmosaga. Myrmopytia впервые выделен в качестве подрода в 1920 году итальянским мирмекологом Карло Эмери для вида Camponotus imitator и более ста лет оставался монотипическим. Позднее в него кроме Camponotus imitator вошли виды Camponotus jodina Rasoamanana, Csősz & Fisher, 2017, Camponotus karaha Rasoamanana, Csősz & Fisher, 2017, Camponotus longicollis Rasoamanana, Csősz & Fisher, 2017. В 2022 году новая ревизия изменила их таксономическое положение, а Camponotus imitator был включён в состав подрода Myrmosaga.